# Martin Krebs
Martin Krebs (Essen, 2 de novembro de 1956) é um diplomata e prelado alemão da Igreja Católica pertencente ao serviço diplomático da Santa Sé.

## Biografia
Foi ordenado presbítero em 10 de outubro de 1983, pelo arcebispo de Munique e Freising, Friedrich Wetter, sendo incardinado na Diocese de Essen.
Licenciado em direito canônico, ingressou no serviço diplomático da Santa Sé em 1 de julho de 1991 e, posteriormente, atuou nas representações pontifícias no Burundi, Japão, Áustria, República Tcheca, Comunidade Europeia e Estados Unidos da América.
Em 8 de setembro de 2008, o Papa Bento XVI o nomeou núncio apostólico para Mali‎ e Guiné‎, sendo consagrado como arcebispo titular de Taborenta em 16 de novembro, na Catedral de Essen, por Tarcisio Bertone, S.D.B., Cardeal Secretário de Estado, coadjuvado por Erwin Josef Ender, núncio apostólico na Alemanha e por Felix Genn, bispo de Essen.
Ele entrou na missão, descrevendo a Guiné como "um país predominantemente islâmico no qual o Islã não é vivido fanaticamente".
Em 8 de maio de 2013, o Papa Francisco o nomeou núncio apostólico na Nova Zelândia, Ilhas Cook, Kiribati, Palau e Micronésia, bem como delegado apostólico no Oceano Pacífico. Em 23 de setembro, adicionou à sua jurisdição as nunciaturas de Fiji, Samoa e Vanuatu. Ainda, em 18 de janeiro de 2014, assumiu a nunciatura de Tonga e, em 3 de maio, também nas Ilhas Marshall e Nauru.
Ao cumprir essa série de tarefas, ele usou Wellington, Nova Zelândia, como sua base. Em várias ocasiões, ele desempenhou um papel nos assuntos da conturbada Arquidiocese de Agaña em Guam, tentando reconciliar as partes em disputa em 2014, recebendo um relatório de que o arcebispo Anthony Sablan Apuron havia sodomizado um menino anos antes em 2015, e tentando sem sucesso persuadir Apuron a renunciar em 2016.
Em 16 de junho de 2018, foi transferido para a nunciatura apostólica no Uruguai. Em 3 de março de 2021, foi indicado para as nunciaturas apostólicas da Suíça‎ e Liechtenstein.
Em 19 de abril de 2024, o Papa Francisco o nomeou como núncio apostólico no Principado de Mônaco.
É fluente, além do alemão nativo, em inglês, italiano, francês, espanhol e tcheco.